# Metodologia da pesquisa científica

## Introdução

### Metodologia
A metodologia é a ciência compreendida por meio da sistematização dos processos a serem desenvolvidos no decorrer do estudo e/ou pesquisa acadêmica para gerar conhecimento. Deste modo, a metodologia vai descrever quais são os métodos e instrumentos empregados para realização da pesquisa científica. O importante para metodologia é validar os passos percorridos a fim de alcançar objetivos apresentados na pesquisa, mostrando o raciocínio utilizado pelos pesquisadores para interpelar o objeto de estudo

### Pesquisa científica
Pesquisa científica é o produto de uma investigação detalhada e meticulosa, que busca responder o problema proposto, alicerçando-se em mecanismos científicos. Ou seja, a pesquisa cientifica utiliza-se de uma associação de métodos e técnicas empregados pelos pesquisadores para alcançar e produzir novos conhecimentos ou complementar conhecimentos já existentes.
Assim a pesquisa cientifica segue todos os processos e normas metodológicas para que a investigação seja validada e representativa. Desta maneira, todas as etapas são organizadas sequencialmente, como a escolha do tema e do problema de pesquisa, qual metodologia será adotada, averiguação dos resultados e a comunicação dos resultados.

### Metodologia da Pesquisa Cientifica
A metodologia da pesquisa cientifica é a ciência que busca compreender qual a relação entre objeto de pesquisa e o sujeito (individuo), analisando e entendendo os problemas visualizados e quais suas aplicações em meio às alterações do ambiente. Através dos métodos disponíveis a estruturação e sistematização do problema será iniciada, esquematizando qual a melhor maneira de investigar e obter os melhores resultados

## Métodos Científicos
É um procedimento racional e sistemático que permite ao cientista encontrar fatos verídicos de maneira verificável, segura e econômica, através de uma sequência de escolhas que agem como ferramenta de auxílio na sua tomada de decisão.
A utilização desses métodos diferencia o conhecimento científico dos conhecimentos populares, filosóficos e religiosos.

### Tipos de métodos científicos

#### Método Indutivo
O método indutivo surge a partir de um processo cognitivo que trata informações particulares passíveis de comprovação como algo verdadeiro.
É um método pautado em premissas que resultam em conclusões com conteúdo mais extenso. 
No pensamento indutivo o resultado obtido a partir da pesquisa não traz conclusões totalmente verdadeiras, divergente ao método dedutivo.

#### Método Dedutivo
É a construção de teorias a partir de certas premissas, geralmente antecedentes a fatos particulares. A veracidade das premissas influenciam diretamente na conclusão, ou seja, se todas premissas são verdadeiras logo a conclusão é verdade. Assim, já nas premissas deve haver mesmo que de maneira implícita informações que serão obtidas através da conclusão.

#### Método Hipotético Dedutivo
Esse método conforme Karl Raimund Popper consiste em três etapas:
1. Problema: é o questionamento que irá originar a investigação, filtrando os dados importantes a partir de conjecturas.
2. Conjecturas: é a maneira de solucionar o problema levantado através de suposições verificáveis.
3. Tentativa de Falseamento: Consiste em tornar falso a conjectura proposta como solução, com a finalidade de encontrar e excluir erros. Assim, atestando ou levantando outros problemas para pesquisa.

#### Método Dialético
A dialética é norteada por 4 leis:
Ação recíproca, mudança dialética, passagem da quantidade a qualidade e interpenetração dos contrários. No ponto de vista dialético o mundo trata-se de um complexo conjunto em desenvolvimento. Isto posto, é fato que tudo vive de maneira dependente, portanto não se deve analisar um objeto isoladamente.

## Hipótese
Consideramos a hipótese uma exposição das relações entre fatores, variáveis ou fenômenos, dizemos que:
Geralmente formulada como solução temporária de um problema específico. Apresenta algumas previsões ou pode ser explicativo.Concilia o conhecimento científico revelando solidez lógica.
Conhecido como contrastação empírica da hipótese, pode ser levado a cabo através da confirmação.

### Tema, Problema e Hipótese
Assim por se dizer elabora-se a hipótese que será uma provável e provisória resposta a um problema, verificando através de uma pesquisa a comprovação e adequação deste problema. O assunto desta pesquisa é chamado de tema aquilo que se deseja desenvolver ou provar.
TEMA: Assunto, matéria; dissertou sobre um tema difícil.
PROBLEMA: Questão ou circunstância cuja resolução é muito difícil de se realizar; situação muito complicada de se resolver; o que não se consegue lidar nem tratar: problemas ambientais; problemas psicológicos. [Figurado] Tudo aquilo cuja resolução é difícil ou complicada.Tema que está repleto de controvérsia, sendo por isso estudado de modo científico ou acadêmico: o problema das grandes navegações.Indagação de teor social que requer um esforço excessivo para ser solucionada: o problema da violência em São Paulo. Aquilo que impede ou dificulta: os clientes escreveram os problemas da loja. Circunstância árdua; confusão emocional: o professor está com muitos problemas.

## Variáveis
Variáveis podem ser consideradas como classificação ou medida, ou seja, algo que varia. Variável é um conceito operacional que apresenta diversas características, bem como valores, aspecto, propriedade ou fator. Estas características, portanto, precisam ter a disponibilidade de serem aplicadas em objetos de estudos e devem ainda ser suscetíveis à mensuração. 
No que tange as variáveis, é correto afirmar que há quatro tipos: independentes, dependente, intervenientes e antecedentes.

### Variável independente
Esta variável é representada por “X”, trata-se daquela que influencia ou afeta outra variável de alguma forma. Em outras palavras, é o fator dominante que vai determinar o efeito ou resultado de alguma causa. 

### Variável dependente
Já as variáveis dependentes, representadas por “Y” dizem respeito àqueles fatores que devem ser explicados, que são afetados diretamente pela variável independente. De outro modo, conforme a maneira que “X” é modificado, há uma variação em “Y”, pois ele depende dos fatores que a variável independente envolve.
A variável independente (X) é a variável que já é conhecida, já a dependente (Y) é a variável que deve ser descoberta. 

### Variável Interveniente
A variável que se coloca entre a variável independente e dependente é denominada interveniente, representada por “W”. O que espera-se dessa variável é anular, aumentar ou reduzir o impacto que a variável “X” exerce sobre a “Y”.

### Variável antecedente
Por último, a variável antecedente (Z) é um fator-prova assim como a variável “W”, porém, para tanto, é mais utilizada. Caso a relação entre X e Y seja explicada, em termos, por uma terceira variável que ocorreu antes mesmo da variável independente (X), esta terceira denomina-se variável prova ou antecedente (Z)

## Propriedades relacionais das variáveis
Toda variável, de alguma forma, está ligada a uma outra variável, e isso é para que exista uma realidade existencial. As variáveis se relacionam entre si de diversas formas: relação de causa-efeito, relação produtor-produto e correlação das variáveis e multivariações.

### Relação causa e efeito
As propriedades relacionais de causa e efeito, na pesquisa cientifica, apresentam uma função logica, fundamentada, ou seja, detém de uma propriedade que pode se converter em decorrência da existência de outra. 

### Relação produtor-produto (causal-determinista)
Nesta relação, Y ocorre em decorrência de X ou Y ocorre sempre que ocorrer X, ou seja, uma causa pode ter efeitos múltiplos. Dificilmente uma causa gera apenas um efeito, como é o caso da causalidade única. 

### Correlação das variáveis
A partir dos valores que as variáveis oferecem é possível correlacionar ambas e quando é o caso de apenas duas variáveis se correlacionarem, denomina-se correlação linear simples. Quando envolve correlacionar mais de duas variáveis, o problema a ser enfrentado refere-se à multivariação. 

#### Coeficientes de correlação
O coeficiente de correlação de ordem de Spearman é empregado par estabelecer validade de correlação entre variáveis. É representado pela seguinte forma: 
p = 1 – 6 . Σd² ÷ N (N²-1)
Onde: 
Σd² = somatório dos desvios quadrados
N = número de categorias 
Um outro coeficiente que também valida a correlação é o de Pearson, encontrado a partir da fórmula: 
rxy =       Σ X.Y  ÷ N . σx . σy
Onde: X = desvio dos valores de x a partir da média de x. 
Y = desvio dos valores de y a partir da média de y. 
N = número de casos. 
σx = desvio padrão de X
σy = coeficiente de correlação de Pearson. 